# Shiqiang
Shiqiang (kinesiska: 石墙) är en köping i sydvästra Kina. Den ligger i stadsdistriktet Nanchuan, i storstadsområdet Chongqing, omkring 69 kilometer sydost om det centrala stadsdistriktet Yuzhong. Antalet invånare är 6 832. Befolkningen består av 3 392 kvinnor och 3 440 män. Barn under 15 år utgör 20,0 %, vuxna 15-64 år 64 %, och äldre över 65 år 15,0 %.